# Zgornješvabska baročna cesta
Zgornješvabska baročna cesta (Oberschwäbische Barockstraße) je turistična tematska pot po Zgornji Švabski, ki sledi temam »narava, kultura, barok«. Pot je dolga približno 500 km. Ustanovljena je bila leta 1966 in je bila ena prvih tematskih poti v Nemčiji. Okoli Bodenskega jezera je podaljšek poti v Švico in Avstrijo.
Njen logotip prikazuje rumenega putta na zelenem ozadju. Putti so značilni za baročno dobo.

## Izvor
Po koncu tridesetletne vojne in njenega pustošenja leta 1648, ki ji je sledila protireformacija, ki jo je spodbudila katoliška cerkev, je na območju Zgornje Švabske prišlo do eksplozije gradbenih del. Priseljenci na izpraznjena območja znotraj Zgornje Švabske so prispevali k gospodarskemu vzponu, kar je tudi lastnikom najmanjših vasi omogočilo, da so si zagotovili dovolj sredstev za obnovo, razširitev in izboljšanje že obstoječih stavb v baročnem slogu. To je vključevalo samostane in posvetne stavbe, kot so gradovi in poslovne stavbe. Rezultat tega se danes imenuje zgornji švabski barok. Trajalo je od okoli 1650 do francoske revolucije.
Plemstvo, katerega ozemlja je bilo večinoma majhno ali skromno, je svoja bivališča preuredilo v baročnem slogu z uporabo obstoječih struktur. Postavili so tudi nekatere nove stavbe, katerih rezultat pa se pogosto ni približal kakovosti in obsegu tistih, ki jih je postavila duhovščina. To je bilo posledica pomanjkanja finančnih sredstev plemstva. Samostani pa so imeli na razpolago večja sredstva, saj so bila njihova ozemlja precej večja od ozemlja posvetnih gospodov, kar je pomenilo, da so lahko za gradbena dela po pravilih fevdalnih obveznosti (socage) zaposlili več obrtnikov. Tudi menihi sami niso bili plačani, nekaj umetniških del pa so izdelali menihi sami.
Reorganizacija Evrope pod Napoleonom na začetku 19. stoletja (znano tudi kot nemška mediatizacija) pa je pomenila, da so cesarski samostani, svobodna cesarska mesta in ozemlja, ki so jim vladali cesarski vitezi (reichsritter), izgubili svojo neodvisnost in svoj dohodek. Številne stavbe so bile spremenjene v vojašnice, šole, psihiatrične bolnišnice ali celo proizvodne obrate.
Šele v 20. stoletju so si prizadevali rešiti in obnoviti te spomenike preteklosti.

## Pregled
Nekatere izmed glavnih znamenitosti ob poti so:
- Ulm z münstrom.
- Wiblingenska opatija - knjižnica.
- Laupheim - župnijska cerkev sv. Petra in Pavla; Grad Großlaupheim in njegov muzej; grad Kleinlaupheim.
- Biberach an der Riß - župnijska cerkev sv. Martina.
- Steinhausen - župnijska cerkev sv. Petra in Pavla (tudi romarski kraj), ki je pogosto označena kot »najlepša vaška cerkev na svetu«.
- Bad Schussenried - opatija Schussenried s knjižnico v rokoko slogu.
- Rot an der Rot - opatija Rot an der Rot.
- Obermarchtal - opatija Marchtal s cerkvijo, ki jo pogosto imenujejo "mali Versaille".
- Zwiefalten - romarski kraj s cerkvijo.
- Bad Wurzach - grad z najlepšim stopniščem v baročnem slogu na Zgornjem Švabskem.
- Sigmaringen - grad Sigmaringen.
- Meßkirch - z gradom in cerkvijo.
- Kißlegg - Stari in Novi grad; župnijska cerkev sv. Gala in Ulrika.
- Langenargen - baročna cerkev.
- Friedrichshafen - samostan Hofen.
- Meersburg - grad Meersburg, najstarejši grad v Nemčiji, in Meersburški dvorec, baročni grad.
- Überlingen - mesto in ministrstvo.
- Ravensburg – znan tudi kot mesto stolpov in vrat; samostanska cerkev v opatiji Weissenau.
- Weingarten - opatija Weingarten in bazilika, v kateri so znamenite orgle Josepha Gablerja.
- Tannheim - župnijska cerkev sv. Martina v zgodnjebaročnem slogu.
- Memmingen - samostanski kompleks, zgrajen v baročnem slogu.

### Primeri zgornješvabskega baroka
- Steinhausen, romarska cerkev
- Grad Mainau
- Obermarchtal, samostan
- Zwiefalten, samostanska cerkev
- Meßkirch, župnijska cerkev
- Biberach an der Riss
- Meersburg, staro mesto
- Ochsenhausen, samostan
- Birnau, romarska cerkev
- Wiblingen, samostan, knjižnica
- Aulendorf, grajsko dvorišče
- Sießen, ključavnica na glavnih vratih samostanske cerkve
- Tannheim, župnijska cerkev
- Rot an der Rot, župnijska cerkev, kor
- Baiilika Weingarten, ladja
- Altshausen, Novi grad
- Grad Neufra
- Ottobeuren, bazilika, notranjost
- Blaubeuren, samostan

## Smeri
Zgornješvabske baročne poti so štiri poti: glavna, zahodna, južna in vzhodna.

### Glavna smer
Glavna pot je krožna, z začetkom in koncem pri Ulmu. Gre mimo naslednjih vasi in mest:
- Ulm, Wiblingen, Donaustetten, Gögglingen, Unterweiler, Blaubeuren, Erbach (Donau), Donaurieden, Ersingen, Oberdischingen, Öpfingen, Gamerschwang, Nasgenstadt, Ehingen (Donau), Munderkingen, Obermarchtal, Mochental, Zell, Zwiefalten, Dürrenwaldstetten, Daugendorf, Unlingen, Riedlingen, Heudorf, Kappel, Bad Buchau, Reichenbach, Muttensweiler, Steinhausen, Bad Schussenried, Otterswang, Aulendorf, Altshausen, Ebenweiler, Reute bei Bad Waldsee, Bad Waldsee, Baindt, Weingarten, Ravensburg, Obereschach, Gornhofen, Weißenau, Markdorf, Friedrichshafen, Eriskirch, Langenargen, Tettnang, Tannau, Wangen im Allgäu, Deuchelried, Argenbühl, Isny im Allgäu, Kißlegg im Allgäu, Wolfegg, Bergatreute, Bad Wurzach, Rot an der Rot, Ochsenhausen, Ummendorf, Biberach an der Riß, Reinstetten, Gutenzell, Schwendi, Burgrieden, Villa Rot, Laupheim, Baltringen, Maselheim, Bihlafingen, Oberkirchberg, Unterkirchberg, Ulm.

.

### Zahodna smer
Zahodna pot se začne pri Riedlingenu in konča pri Meersburgu na Bodenskem jezeru. Gre mimo naslednjih vasi in mest:
Riedlingen, Altheim, Heiligkreuztal, Ertingen, Herbertingen, Bad Saulgau, Sießen, Ostrach, Habsthal, Krauchenwies, Sigmaringen, Meßkirch, Kloster Wald, Pfullendorf, Heiligenberg-Betenbrunn, Weildorf, Salem Abbey, Überlingen, Birnau, Seefelden, Baitenhausen, Meersburg.

### Južna smer
Južna pot vodi okoli Bodenskega jezera. Začne se pri Kressbronn am Bodensee, poteka skozi Avstrijo in Švico, nato pa se konča pri Meersburgu. Gre mimo naslednjih vasi in mest:
Kressbronn am Bodensee, Schleinsee, Wasserburg, Lindau, Bregenz, Bildstein, Dornbirn, Hohenems, Altstätten, Trogen, St. Gallen, Arbon, Romanshorn, Münsterlingen, Kreuzlingen, Konstanca, Mainau, Meersburg.

### Vzhodna smer
Vzhodna pot je najkrajša pot, ki se začne pri Rot an der Rot in konča pri Kißleggu ter se tako delno razteza v Allgäu. Gre mimo naslednjih vasi in mest:
Rot an der Rot, Berkheim, Bonlanden, Binnrot, Haslach, Tannheim, Buxheim (Swabia), Memmingen, Ottobeuren, Legau, Bad Grönenbach, Kronburg, Maria Steinbach, Legau, Frauenzell, Leutkirch im Allgäu, Rötsee, Kißlegg.

## Umetniki in arhitekti
- Cosmas Damian Asam, arhitekt in slikar
- Egid Quirin Asam, kipar in štukater
- Andreas Meinrad von Au, slikar
- Johann Caspar Bagnato, arhitekt
- Franz Anton Bagnato, arhitekt
- Franz Beer, arhitekt
- Johann Joseph Christian, kipar in štukater
- Jakob Emele, arhitekt
- Joseph Anton Feuchtmayer, kipar in štukater
- Johann Michael Feuchtmayer, štukater
- Johann Georg Fischer, arhitekt
- Johann Michael Fischer, arhitekt
- Joseph Gabler, graditelj orgel
- Johann Nepomuk Holzhey, graditelj orgel
- Franz Martin Kuen, slikar
- Sebastian Sailer, menih in narečni pesnik
- Franz Xaver Schmuzer, štukater
- Johann Schmuzer, štukater
- Johann Georg Specht, arhitekt
- Franz Joseph Spiegler, slikar
- Jacob Carl Stauder, slikar
- Peter Thumb, arhitekt
- Januarius Zick, slikar
- Johannes Zick, slikar fresk
- Dominikus Zimmermann, arhitekt in štukater
- Johann Baptist Zimmermann, slikar in štukater